# Grunow-Dammendorf
Grunow-Dammendorf è un comune di 500 abitanti del Brandeburgo, in Germania.

Appartiene al circondario dell'Oder-Sprea ed è parte della comunità amministrativa di Schlaubetal.

## Storia
Il comune di Grunow-Dammendorf venne creato nel 2003 dalla fusione dei comuni di Dammendorf e Grunow.

## Geografia antropica

### Suddivisioni amministrative
Il territorio comunale comprende 2 centri abitati:
- Dammendorf
- Grunow[senza fonte]

## Società

### Evoluzione demografica
- Sviluppo della popolazione dal 1875 entro gli attuali confini (Linea Blu: Popolazione; Linea puntata: Confronto dello sviluppo della popolazione dello stato del Brandenburgo; Sfondo grigio: Ai tempi del governo nazista; Sfondo rosso: Al tempo del governo comunista)

| Anno | Abitanti |
| ---- | -------- |
| 1875 | 601      |
| 1890 | 565      |
| 1910 | 539      |
| 1925 | 530      |
| 1933 | 544      |
| 1939 | 499      |
| 1946 | 720      |
| 1950 | 753      |
| 1964 | 671      |
| 1971 | 662      |
| 1981 | 570      |

| Anno | Abitanti |
| ---- | -------- |
| 1985 | 539      |
| 1989 | 526      |
| 1990 | 531      |
| 1991 | 515      |
| 1992 | 502      |
| 1993 | 510      |
| 1994 | 509      |
| 1995 | 529      |
| 1996 | 547      |
| 1997 | 565      |

| Anno | Abitanti |
| ---- | -------- |
| 1998 | 576      |
| 1999 | 583      |
| 2000 | 591      |
| 2001 | 590      |
| 2002 | 600      |
| 2003 | 598      |
| 2004 | 607      |
| 2005 | 605      |
| 2006 | 587      |
| 2007 | 588      |

| Anno | Abitanti |
| ---- | -------- |
| 2008 | 590      |
| 2009 | 570      |
| 2010 | 558      |
| 2011 | 532      |
| 2012 | 525      |
| 2013 | 519      |
| 2014 | 509      |
| 2015 | 501      |
| 2016 | 502      |
| 2017 | 499      |

| Anno | Abitanti |
| ---- | -------- |
| 2018 | 508      |
| 2019 | 510      |
| 2020 | 527      |

Fonti dei dati sono nel dettaglio nelle Wikimedia Commons..